# Porcellionides asifensis
Porcellionides asifensis är en kräftdjursart som först beskrevs av Karl Wilhelm Verhoeff1938.  Porcellionides asifensis ingår i släktet Porcellionides och familjen Porcellionidae. Inga underarter finns listade i Catalogue of Life.